# La Chapela de Balasac
La Chapèle (en francès La Chapelle-Baloue) és una localitat i comuna de França, a la regió de la Nova Aquitània, departament de la Cruesa. La seva població al cens de 1999 era de 143 habitants. Forma part del Camí De Santiago (via Lemovicensis). Està integrada a la Communauté de communes du Pays Dunois.

## Demografia
| 1968 | 1975 | 1982 | 1990 | 1999 |
| ---- | ---- | ---- | ---- | ---- |
| 264  | 228  | 197  | 151  | 143  |

## Administració
| Període   | Identitat        | Partit |
| --------- | ---------------- | ------ |
| 2001-2008 | Aristide Carteau |        |
| 2008-     | Jacky Martinet   |        |